# Коулмен (Техас)
Коулмен (англ. Coleman) — місто (англ. city) в США, в окрузі Коулман штату Техас. Населення — 3912 особи (2020).

## Географія
Коулмен розташований за координатами 31°49′53″ пн. ш. 99°25′20″ зх. д. / 31.83139° пн. ш. 99.42222° зх. д. (31.831378, -99.422201).  За даними Бюро перепису населення США в 2010 році місто мало площу 16,00 км², з яких 15,91 км² — суходіл та 0,09 км² — водойми.

## Демографія
Згідно з переписом 2010 року, у місті мешкало 4709 осіб у 1976 домогосподарствах у складі 1265 родин. Густота населення становила 294 особи/км².  Було 2572 помешкання (161/км²).
Расовий склад населення:
| - 86,0 % — білих - 3,0 % — чорних або афроамериканців - 0,7 % — корінних американців - 0,6 % — азіатів - 7,8 % — осіб інших рас |

До двох чи більше рас належало 1,9 %. Частка іспаномовних становила 18,9 % від усіх жителів.
За віковим діапазоном населення розподілялося таким чином: 24,6 % — особи молодші 18 років, 55,1 % — особи у віці 18—64 років, 20,3 % — особи у віці 65 років та старші. Медіана віку мешканця становила 42,0 року. На 100 осіб жіночої статі у місті припадало 93,5 чоловіків;  на 100 жінок у віці від 18 років та старших — 89,0 чоловіків також старших 18 років.
Середній дохід на одне домашнє господарство  становив 40 090 доларів США (медіана — 30 000), а середній дохід на одну сім'ю — 47 040 доларів (медіана — 38 380). За межею бідності перебувало 24,0 % осіб, у тому числі 45,7 % дітей у віці до 18 років та 10,4 % осіб у віці 65 років та старших.
Цивільне працевлаштоване населення становило 1683 особи. Основні галузі зайнятості: освіта, охорона здоров'я та соціальна допомога — 31,1 %, роздрібна торгівля — 15,3 %, мистецтво, розваги та відпочинок — 8,7 %, будівництво — 7,1 %.